# Балиньикур
Балиньику́р (фр. Balignicourt) — коммуна во Франции, находится в регионе Шампань — Арденны. Департамент — Об. Входит в состав кантона Шаванж. Округ коммуны — Бар-сюр-Об.
Код INSEE коммуны — 10027.
Коммуна расположена приблизительно в 160 км к востоку от Парижа, в 50 км южнее Шалон-ан-Шампани, в 38 км к северо-востоку от Труа.

## Население
Население коммуны на 2008 год составляло 84 человека.
| 1962 | 1968 | 1975 | 1982 | 1990 | 1999 | 2008 |
| ---- | ---- | ---- | ---- | ---- | ---- | ---- |
| 148  | 153  | 147  | 111  | 93   | 94   | 84   |

## Администрация
| Период | Период | Фамилия         | Партия                              | Примечания |
| ------ | ------ | --------------- | ----------------------------------- | ---------- |
| 2001   | 2008   | Марсель Дьяр    | Французская коммунистическая партия | фермер     |
| 2008   |        | Анри-Поль Жоано |                                     | фермер     |

## Экономика

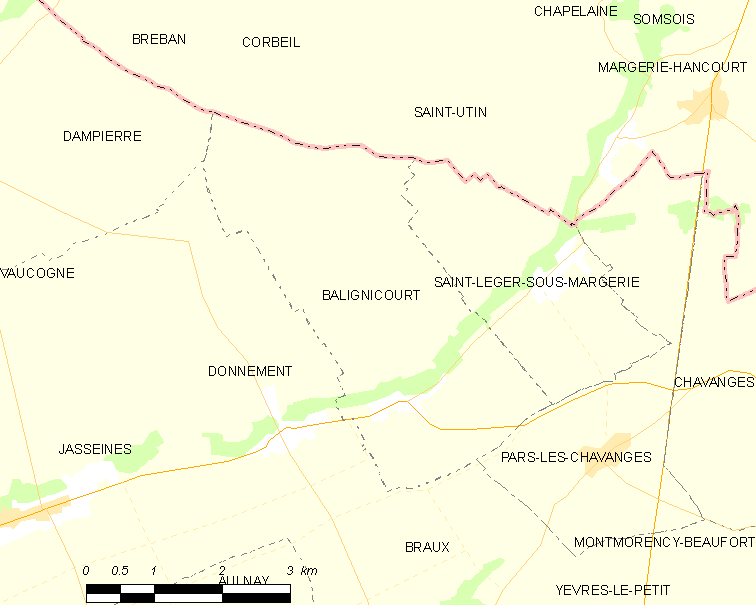
Карта коммуны

В 2007 году среди 40 человек в трудоспособном возрасте (15—64 лет) 32 были экономически активными, 8 — неактивными (показатель активности — 80,0 %, в 1999 году было 66,7 %). Из 32 активных работали 31 человек (15 мужчин и 16 женщин), безработной была 1 женщина. Среди 8 неактивных 1 человек был учеником или студентом, 2 — пенсионерами, 5 были неактивными по другим причинам.

## Достопримечательности
- Церковь Сен-Пьер-э-Сен-Поль (XII век). Памятник истории с 1984 года[3]
- Бывший дом священника (XVIII век). Памятник истории с 1984 года[4]

## Известные уроженцы
- Банж, Валерьен (1833—1914) — французский оружейник, изобретатель, инженер, конструктор артиллерийских орудий.